# M80 (astronomia)
M 80 (anche noto come NGC 6093) è un ammasso globulare visibile nella parte settentrionale della costellazione dello Scorpione.

## Osservazione

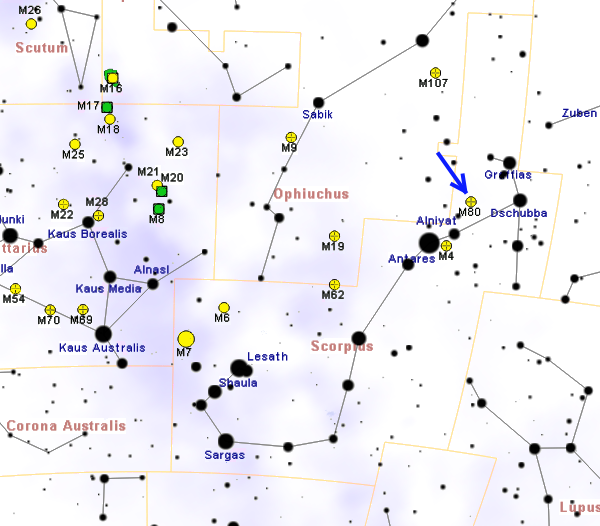
Mappa per individuare M80.

M80 è piuttosto semplice da localizzare: si trova infatti circa a metà via sulla linea che congiunge le due stelle Antares e Graffias; già con un buon binocolo è facilmente osservabile e si mostra come una concentrazione sfuocata e circolare. Un telescopio da 120mm lo rivela come una macchia estesa su meno di 10', mentre la risoluzione iniziale in stelle si ha con strumenti da almeno 200mm, sebbene la gran parte dell'oggetto permanga di aspetto nebuloso.
M80 può essere osservato con facilità anche quando non si mostra molto alto sull'orizzonte, ma occorre tener presente che si tratta di un oggetto situato a declinazioni australi, dunque in alcune aree del Nord Europa e del Canada, a ridosso del circolo polare artico, non è mai osservabile; dall'emisfero sud, al contrario, M80 è ben visibile e alto nelle notti dell'inverno australe. Il periodo migliore per la sua osservazione nel cielo serale è quello compreso fra maggio e agosto.

## Storia delle osservazioni
L'oggetto fu scoperto da Charles Messier nel 1781, che lo descrisse come Nebulosa senza stelle... assomiglia al nucleo di una cometa; fu William Herschel a stabilire (prima del 1785) che si trattava in realtà di un ammasso ricchissimo di stelle, riuscendo a risolverlo parzialmente. L'ammiraglio Smyth lo descrive invece dall'aspetto simile ad una cometa priva della chioma.

## Caratteristiche
Nel cielo ha una dimensione apparente di circa 10 minuti d'arco, ha una distanza stimata di 32.600 anni luce dalla Terra, un diametro di circa 95 anni luce e contiene diverse centinaia di migliaia di stelle. È tra gli ammassi globulari più densamente popolati della Via Lattea.
M80 contiene un numero relativamente alto di stelle vagabonde blu, stelle che sembrano essere più giovani dell'ammasso stesso. Si pensa che queste stelle abbiano perso parte del loro strato esterno a causa di incontri ravvicinati con altri membri dell'ammasso, oppure sono il risultato di collisioni stellari all'interno del denso ammasso. Alcune immagini del Telescopio Spaziale Hubble hanno mostrato un'alta densità di stelle vagabonde blu, suggerendo che il centro dell'ammasso ha verosimilmente un alto tasso di collisioni stellari.
Il 21 maggio 1860 in M80 è stata scoperta una nova che raggiunse una magnitudine apparente di +7.0. Quella nova, designata anche T Scorpii, raggiunse una magnitudine assoluta di -8.5 e per breve tempo superò in brillantezza l'intero ammasso. Essa fu inoltre utilizzata per confermare la distanza di M80.

### Libri
- (EN) Stephen James O'Meara, Deep Sky Companions: The Messier Objects, Cambridge University Press, 1998, ISBN 0-521-55332-6.

### Carte celesti
- Toshimi Taki, Taki's 8.5 Magnitude Star Atlas, su geocities.jp, 2005. URL consultato il 7 novembre 2010 (archiviato dall'url originale il 5 novembre 2018). - Atlante celeste liberamente scaricabile in formato PDF.
- Tirion, Rappaport, Lovi, Uranometria 2000.0 - Volume II - The Southern Hemisphere to +6°, Richmond, Virginia, USA, Willmann-Bell, inc., 1987, ISBN 0-943396-15-8.
- Tirion, Sinnott, Sky Atlas 2000.0 - Second Edition, Cambridge, USA, Cambridge University Press, 1998, ISBN 0-933346-90-5.
- Tirion, The Cambridge Star Atlas 2000.0, 3ª ed., Cambridge, USA, Cambridge University Press, 2001, ISBN 0-521-80084-6.